# Folketingsvalget 27. maj 1853
Der afholdtes valg til Folketinget 27. maj 1853, 3 måneder efter forrige valg. Baggrunden var, at regeringen ikke fik det nødvendige flertal på 3/4 i den samlede Rigsdag ved en afstemning om hvem der skulle efterfølge Frederik VII.
I Danmark valgtes 100 folketingsmedlemmer i 100 enkeltmandsvalgkredse. På Færøerne valgtes 1 medlem 17. juni 1853. Der blev afholdt mindst 22 suppleringsvalg i den efterfølgende valgperiode frem til næste folketingsvalg 1. december 1854 for folketingsmedlemmer som nedlagde deres mandat eller døde.
57 folketingsmedlemmer i Danmark blev valgt ved kåring, mens 43 blev valgt ved skriftlig afstemning. Ved de skriftlige valg var der i 4 valgkredse 3 kandidater, og i 39 valgkredse var der 2 kandidater. I de 43 valgkredse med afstemning var der i alt 93.062 valgberettigede vælgere. 25,4 % af de valgberettigede vælgere i de 39 valgkredse stemte.

## Resultat
| Parti                             | Stemmer i alt | Procent | Mandater | +/- |
| --------------------------------- | ------------- | ------- | -------- | --- |
| Alliancen af Højre og Bondevenner |               |         | 61       | +9  |
| De Nationalliberale               |               |         | 33       | -7  |
| Uden for gruppe                   |               |         | 7        | -2  |
| Total                             |               |         | 101      |     |